# Brüsszeli cukoregyezmény
A brüsszeli cukoregyezmény az európai cukoripar fő termelői, Németország, az Osztrák–Magyar Monarchia, Belgium, Spanyolország, Franciaország, az Egyesült Királyság, Olaszország, Hollandia, Svédország és Norvégia által 1902. március 5-én Brüsszelben kötött egyezmény. Mivel 1902-ben fogadták el, de csak 1903. szeptember 1-jén lépett hatályba, egyes forrásokban 1902-es brüsszeli cukoregyezmény, máshol 1903-as brüsszeli cukoregyezmény néven szerepel. A szerződés érdekessége, hogy benne Ausztriát és Magyarországot külön szerződő feleknek tekintették.

## Előzményei
Az 1888-ban kötött londoni cukoregyezmény nem hozott érdemi változást a világpiacon. Számos ország (köztük az Osztrák–Magyar Monarchia) exporttámogatással ösztönözte a cukoripar fejlődését; Anglia viszont – importvámot helyezve kilátásba – nyomást gyakorolt az exportáló országokra, hogy szüntessék meg a támogatást. 1898-ban tartottak ugyan egy cukorral kapcsolatos nemzetközi konferenciát Brüsszelben, de ott a részt vevő országok – elsősorban Franciaország és Oroszország ellenállása miatt – nem tudtak megállapodni. 1900. októberben az Osztrák–Magyar Monarchia, Németország és Franciaország egy előzetes egyezményt kötöttek a további tárgyalások megkönnyítésére. 

## Tartalma
A részt vevő országok a répacukor és a nádcukor közötti verseny kiegyenlítése, illetve a cukorfogyasztás előmozdítása érdekében a következőket vállalták:
1. Eltörlik a cukortermelés és cukorexport támogatását; ugyanez vonatkozik a magas cukortartalmú termékekre (cukrászati termékek, csokoládé stb.) is.
2. A pénzügyi hatóságok a cukorgyárakat és a cukorfinomítókat 24 órás felügyelet alatt tartják.
3. A cukor vámpótlékát, amelyet az import- és hazai cukor adó- és vámtételei közötti különbség kiegyenlítésére vetnek ki, korlátozzák (max. 6 frank/100 kg finomított cukor, illetve 5,59 frank/100 kg egyéb cukor). A záradék megengedi ennek a korlátozásnak a feloldását arra az esetre, ha valamelyik országból jelentős mennyiségű cukorimport érkezne.
4. A támogatásban részesülő cukorra külön vámot vetnek ki.
5. A szerződő országokból és azok gyarmatairól származó cukor importjára a legkedvezményesebb vámot vetik ki.
6. A cukorrépából és cukornádból gyártott cukorra azonos szabályozás vonatkozik.

A cukrot nem termelő Spanyolország, Olaszország és Svédország mentesültek bizonyos előírások alól, mindaddig, amíg nem exportáltak cukrot. Az egyezmény betartására egy brüsszeli székhelyű ellenőrző testületet hoztak létre.
Az egyezmény 1903. szeptember 1-jén lépett életbe, és öt évre szólt; lejártakor további öt évre meghosszabbították. A nem szerződő Nagy-Britannia és Hollandia kormányai kijelentették, hogy az egyezmény fennállása alatt nem nyújtanak támogatást a gyarmataikról érkező cukornak a szerződő államok termékével szemben. 1907-ben Oroszország bizonyos feltételekkel szintén csatlakozott az egyezményhez.

## Következményei Magyarországon
1902-ben a monarchia cukorexportja 0,7 millió tonnát tett ki, ami világviszonylatban is jelentős mennyiség volt. 1888-tól kezdve az állam exporttámogatást nyújtott a cukortermékeknek, ezt azonban nem a tényleges kivitel, hanem a termelés arányában osztotta meg Ausztria és Magyarország között. Emiatt az elosztási módszer miatt 1888 és 1898 között mintegy 10 millió korona veszteség érte a magyar kincstárat; miután a brüsszeli egyezmény megtiltotta a kiviteli jutalmakat, ez a veszteség megszűnt. A magyarországi cukorgyárak képesek voltak támogatás nélkül is exportálni, még az Amerikai Egyesült Államokba, Indiába és Japánba is.
A magyar cukoripar szereplői ellenezték a brüsszeli szerződéshez való csatlakozást, és a magyar kormány csak azzal a feltétellel fogadta el, hogy a monarchia cukorpiacát felosztják a gyártók között, a magyar gyártóknak biztosítva a magyar piacot. Országonkénti eladási kontingenst állapítottak meg, amelyet Ausztria illetve Magyarország önállóan osztott tovább az egyes gyártóknak. Mindegyik gyár köteles volt a belföldi kontingens mennyiségével azonos mennyiséget exportálni, és a kontingens 10%-át július 1-jéig raktáron tartani. Ha egy gyár két évig nem tudta legyártani a neki jutó mennyiséget, akkor elvesztette a kontingenst. Új gyárak létesítését csak szigorú feltételek mellett engedélyezték, például legalább 100 kilométerre kellett lennie a már létező gyáraktól. A brüsszeli egyezmény végrehajtását felügyelő nemzetközi testület azonban az egyezménybe ütközőnek nyilvánította a kontingensek létezését, ezért a magyar kormány más megoldást keresett az osztrák cukor Magyarországra hozatalának megakadályozására.
Mivel a brüsszeli egyezményben Ausztria és Magyarország külön szerződő felekként szerepeltek, lehetőség nyílt a vámpótlék kivetésére a monarchia belső határán. Ez ellen Ausztria tiltakozott, és 1907-ig egyáltalán nem fizette ki a behozatali vámot. 1907-ben aztán a felek megállapodtak a két ország közötti cukorforgalom korlátozásában: Ausztria évente 22,5 ezer tonnát exportálhatott Magyarországra, Magyarország pedig 5 ezer tonnányit Ausztriába.